# Monumento de la Montaña Thunder
El Monumento de la Montaña Thunder (en inglés: Thunder Mountain Monument) es una serie de esculturas de arte al aire libre y formas arquitectónicas que fueron montadas por Frank Van Zant a partir de 1969 a su llegada a Imlay, Nevada, en Estados Unidos que se encuentra en un sector de la I-80. Un veterano de la Segunda Guerra Mundial de Oklahoma, Frank Van Zant había servido con la 7 ª División Blindada, con combates en varias campañas, y fue gravemente quemado en una batalla de tanques fuera de Leipzig, Alemania. Un autoidentificado aborigen Creek, tomó el nombre del nativo americano de Rolling Thunder Mountain después de experimentar una "epifanía", y asumió la tarea construir refugios para el presunto apocalipsis venidero relacionado, haciendo un refugio espiritual de facto para los buscadores espirituales de la era hippie. (No hay una montaña del trueno en las proximidades).